# Балабуха Микола Семенович
Балабуха Мико́ла Семе́нович (29 квітня (11 травня), Київ, Російська імперія — 4 [16] липня 1887, Київ, Російська імперія) — купець, київський міський голова в 1847–1851 роках.

## Біографія
Народився 1806 року, походив із відомої київської купецької сім'ї. Його прадід, дід та батько обиралися в Києві бургомістрами. Навчався в Київській духовній академії, але не закінчив її.
Обирався депутатом для перевірки торгівлі, гласним міської думи від купецтва, бургомістром магістрату. Під час головування в думі Павла Єлисєєва в 1837–1839 роках на час його відсутності тимчасово справляв посаду міського голови.
27 жовтня (9 листопада) 1844 року обраний міським головою, однак не дав згоди на призначення. На наступних виборах, 10 (22) грудня 1847 року, внаслідок відмови обраного міського голови Івана Ходунова, обійняв посаду міського голови, а в 1851 році передав цю посаду тому ж Ходунову.
Мав фабрику з виготовлення варення, магазин та житловий будинок на Подолі на розі Олександрівської та Андріївської вулиць, 83/7 (нині — вулиця Петра Сагайдачного, 27-а). У 1834 році він придбав цю садибу з одноповерховою будівлею, де до подільської пожежі 1811 року був заїзний двір.
Помер 4 (16) липня 1887 року, був похований на Щекавицькому кладовищі.

## Вшанування пам'яті
На знак вдячності до діяльності колишнього міського голови Миколи Семеновича Балабухи та його батька, колишнього київського бургомістра Семена Семеновича, міська дума у січні 1904 року ухвалила встановити їхні портрети у залі засідань думи.

## Родина
- Дружина — Марія Федорівна, уроджена Рябчикова .
- Діти — Микола (нар. 1827), Леонід (1837 — 10 березня 1839), Леонід (нар. 8 липня 1840), Надія (нар. 17 серпня 1841), Михайло (5 листопада 1842 — 11 листопада 1846), Олександр (нар. травень 1844), Аркадій (нар. січень 1850)[1].
- Племінник – революціонер-народник Сергій Павлович Балабуха.

## Зображення

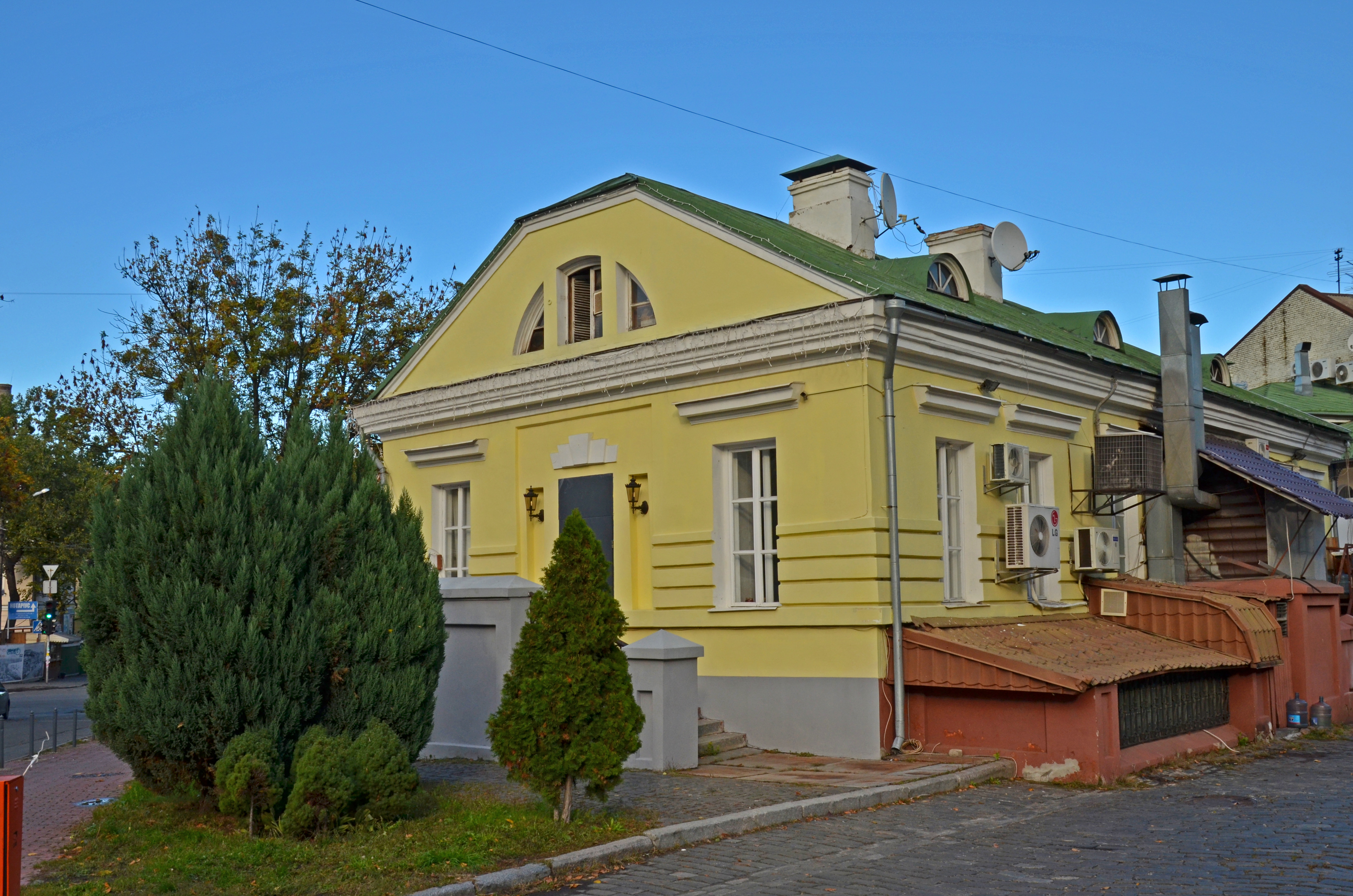
Садиба Балабух на Подолі